# Bernces förlag
Bernces förlag var ett svenskt bokförlag baserat i Malmö som grundades år 1947 och drevs av Arvid Bernce (1919–1987).  Sonen Dag Bernce ledde verksamheten från 1982. 1990 köptes förlaget upp av Wahlström och Widstrand, som fortsatte att ge ut ett par av Bernces bokserier under det gamla namnet till och med 1992.
Verksamheten byggdes upp kring facklitteratur, med syftet att genom information hjälpa barnfamiljer till ett bra liv med sina barn. På den tiden var direktförsäljning en stor del av alla förlags verksamhet. Bernces gav ut och sålde flera bokserier, till exempel Globerama, Historiens milstolpar, uppslagsverket Data och en serie science fiction-romaner.
Förlaget samarbetade med flera författare, till exempel Fritiof Nilsson Piraten, Gabriel Jönsson och Bo Setterlind. Man anlitade ofta Sven Christer Swahn och Martin von Zweigbergk för översättningar. 

## Historia

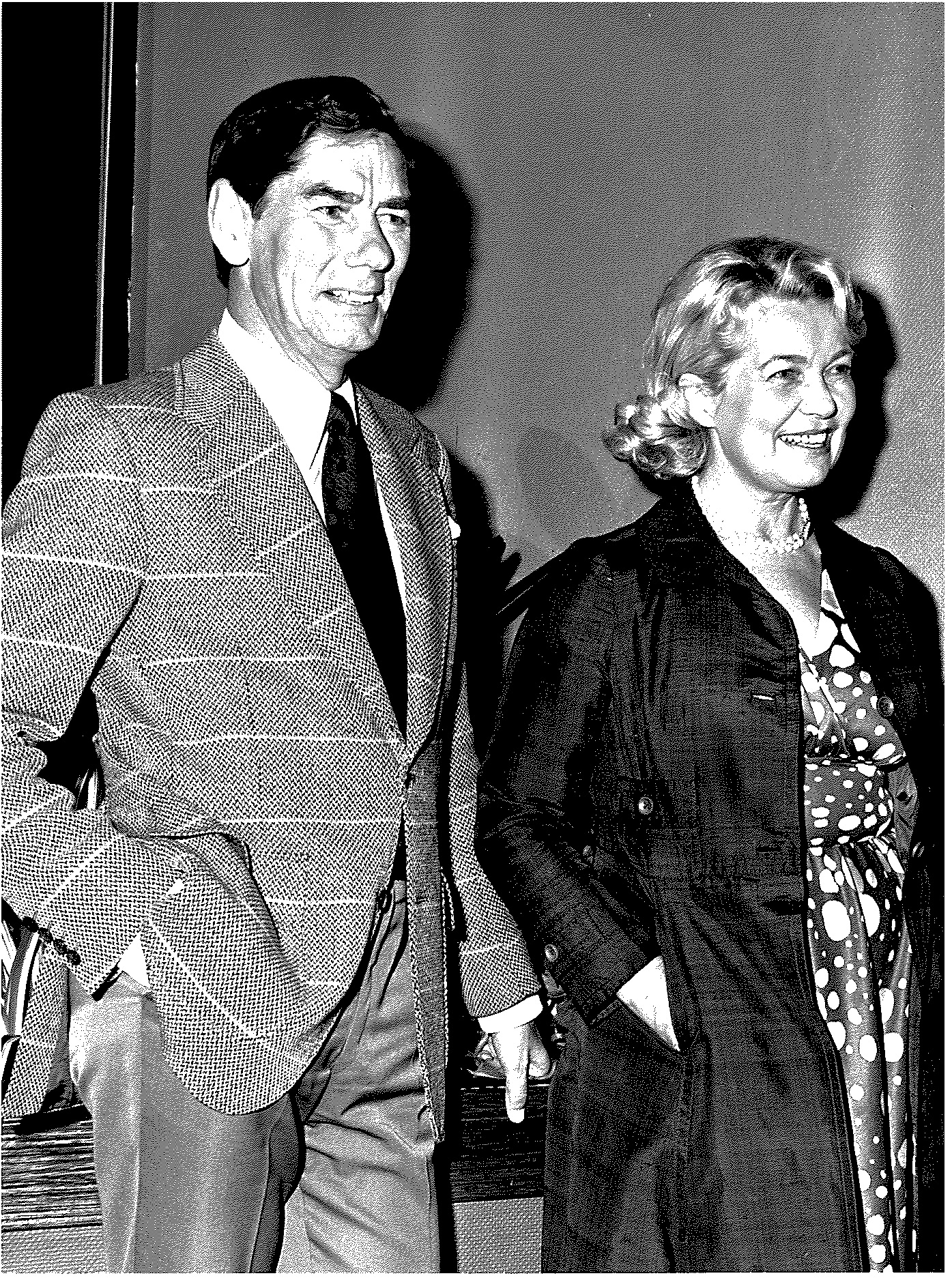
Förläggarparet Arvid och Gun Bernce, 1966.

Bernces Förlag grundades 1947 i Malmö.
Förläggare var Arvid Bernce, som tillsammans med sin fru Gun Bernce (förlagsredaktör) byggdes en större verksamhet upp under 45 års tid, i olika genrer. En stor del av utgivningen var böcker riktade till barnfamiljer eller i form av facklitteratur. Försäljningen bedrevs bland annat genom hembesök, och kontor fanns i olika delar av Sverige samt i Finland. Bland de skönlitterära böckerna var de flesta av författare från Skåne.

### 1950- och 1960-talet
Bland tidiga större satsningar fanns Barnläkarboken, Föräldraboken, Mannens hälsa och Kvinnans hälsa – alla under 1950-talet och inriktade mot den under dessa år stora hemförsäljningsmarknaden. Barnläkarboken sålde exempelvis över 100 000 ex. Därefter följde olika bokserier i relaterade ämnen, samt de populärvetenskapliga bokserierna Globerama och Djurens liv. När förlaget även startade utgivning mot bokhandeln fanns böcker om olika länder, historiska konstepoker och vinländer på programmet.
1967–1969 gav man ut tiobandslexikonet Data (med undertiteln "illustrerad uppslagsbok för hela familjen"); utgivning av lexikonet fortsatte senare som eget förlag. 1976 utkom en fjärde och sista upplaga, denna gång i elva band.

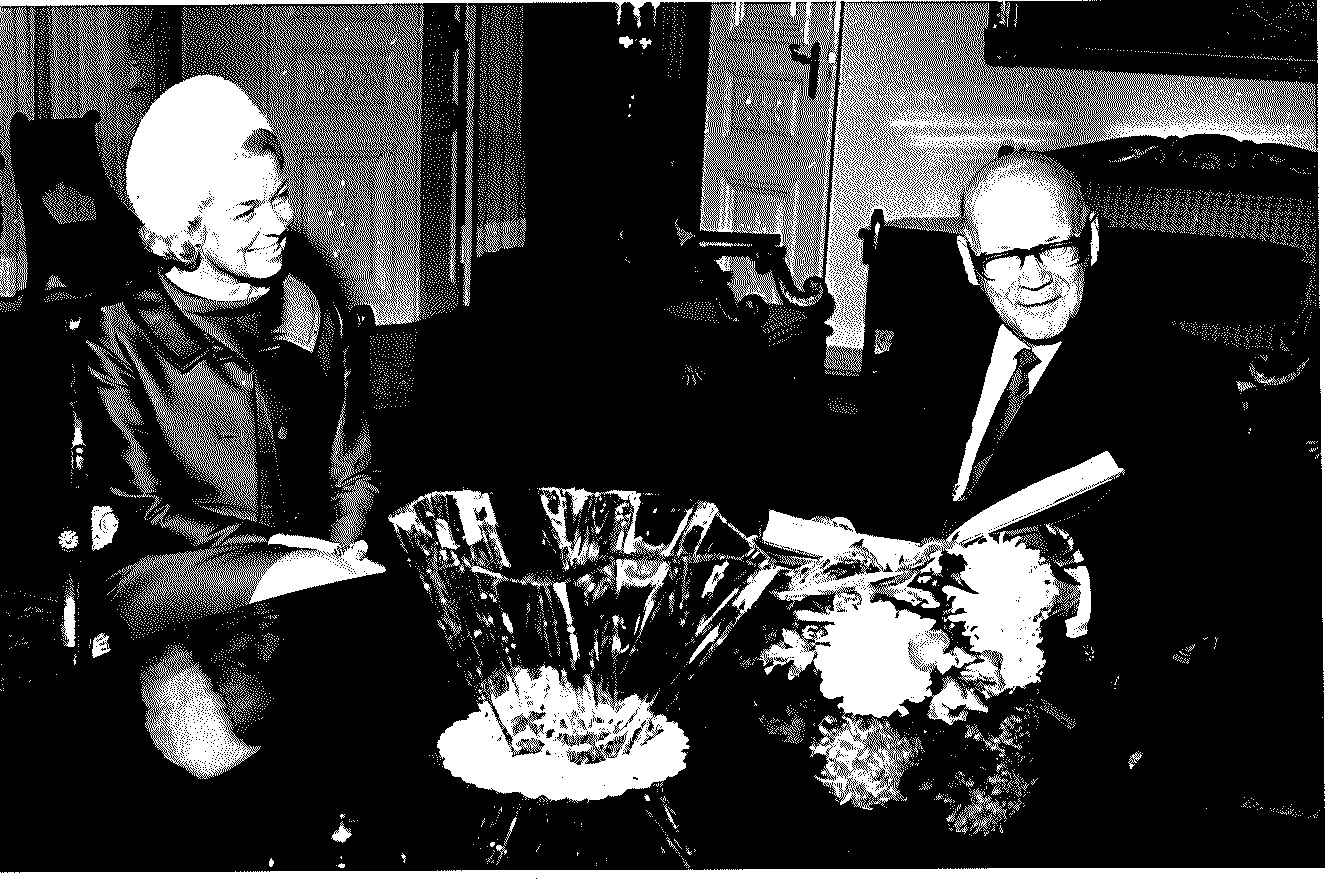
Gun Bernce med Urho Kekkonen 1966, som här får det första exemplaret av Bernces utgåva Efter 1809 i gåva.

Under 1960-talet gav man även ut Historiens milstolpar, ett historiskt uppslagsverk i sju volymer. Satsningen på populärvetenskaplig litteratur i olika genrer fortsatte, med titlar som Människan på månen, Stora schackboken och Efter 1809, samt ett antal böcker om djur och natur. Man etablerade sig även på kokboksmarknaden, via utgåvor som Mat från hela världen och Robert Carriers kokbok, och dessutom kom ett antal böcker om olika slags humor. Det senare, som inkluderade ett samarbete med etablerade författare som Fritiof Nilsson Piraten, ledde till ett tiotal böcker om regional svensk humor (exempel: Humor från Skåne, 1954, och Humor från Bergslagen och Värmland, 1962) och humor i olika kultursfärer.

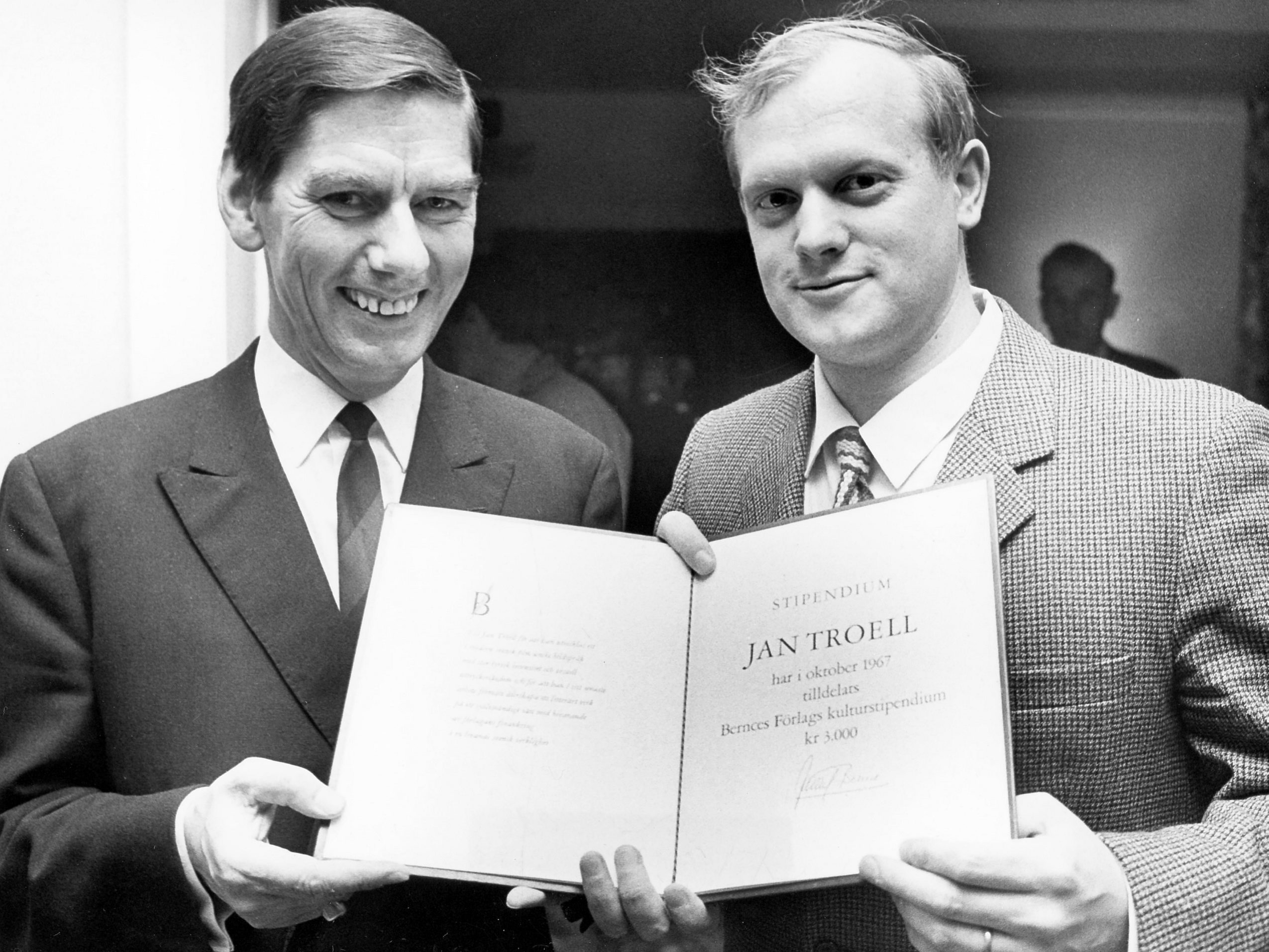
Arvid Bernce med Jan Troell, mottagare av Bernces kulturpris 1967.

Under årtiondet grundade man även ett årligt kulturpris, som år 1967 tillföll filmregissören Jan Troell.

### 1970-talet
Under 1970-talet byttes fokus mot bokklubbar, på grund utvecklingen inom marknaden för direktförsäljning. Resultatet blev en än större utgivning, med målet att bygga upp en utgivning med utvalda författarskap. Via rekrytering av specialiserade förlagsredaktörer startades flera bokserier kopplade till olika litterära genrer, inklusive science fiction (med Sven Christer Swahn som redaktör och översättare). Under rubriken Science fiction & fantastica kom åren 1973–1975 tolv olika sf-romaner, med författare som Stanisław Lem, Philip K. Dick och Philip José Farmer.
Under decenniet kom även en bokserie med presentböcker, redigerad i samarbete med Bo Setterlind. Ur den övriga utgivningen kan nämnas ett antal historiska exposéer omkring möbler, kläder, sjöfart och musik. Man gav även ut boken Närkontakt av tredje graden, författad av Steven Spielberg och kopplad till den framgångsrika SF-filmen med samma namn.

### 1980-talet, de sista åren
1982 tvangs Arvid Bernce lämna förlagsarbetet på grund av sjukdom, och sonen Dag tog vid i hans ställe. Dag Bernce, som utbildat sig till jurist i Lund, fortsatte därefter som förlagschef. Under denna tid gav man ut bland annat Gabriel Jönssons sista böcker (Dagar i dur samt Arv och eget), Bernces korsordslexikon, 7000 ordspråk, Lär känna dig själv och Fräscha fruktdrinkar. Parallellt med bokutgivningen drev man under 1980-talet, under ett antal års tid, även ett galleri på Stortorget i Malmö. Där ställde man bland annat ut konst av Gustav Rudberg, Bengt Lindström, Madeleine Pyk, Karl-Axel Pehrson, Max Walter Svanberg och Jørgen Nash. 
1990 såldes Bernces till det etablerade bokförlaget Wahlström & Widstrand. Där fortsatte man att ge ut ett par av Bernces bokserier och större titlar (inklusive Bernces nya korsordslexikon, 1990) under det gamla namnet till och med 1992.